# Adrien-Thomas Perdou de Subligny
Adrien-Thomas Perdou de Subligny (* um 1640; † vor dem 22. August 1680) war ein französischer Hofliterat, Journalist und Schriftsteller.

## Leben und Werk

### Kritische Vorbemerkung zur Biografie
Über Sublignys Leben ist wenig bekannt. Es waren und sind mehrere Unwahrheiten im Umlauf. So sei er Schauspieler (comédien) gewesen; in Wirklichkeit hatte comédien zu seiner Zeit auch die Bedeutung „Autor von Komödien“. Auch dass er Anwalt am Parlament war, wie behauptet wurde, ist wenig wahrscheinlich. Weder Geburts- noch Sterbedaten liegen vor. Belegt sind lediglich seine Verheiratung 1667 mit Claude Bourgoing, die ihm bereits eine Tochter geschenkt hatte (die als Tänzerin bekannt gewordene Marie-Thérèse de Subligny), sowie der Witwenstatus seiner Frau am 22. August 1680. 

### Stellung zu Hof und Staat
Subligny gehörte am Hof Ludwig XIV. zum Umkreis des Dauphin. Von 1666 bis 1667 schrieb er eine Art offizielle Hofzeitung in Reimen: La Muse dauphine, dann: La Muse de la Cour. Sie bestand aus Briefen, die an den (fünfjährigen) Dauphin oder an Mademoiselle de Toussi (Françoise-Angélique, 1650–1711), die Tochter  der Gouvernante des Dauphin (Louise de Prie de La Mothe-Houdancourt), gerichtet waren. Subligny war ferner ein Freund des reichen Steuerpächters René Jean Rémy Hénault de Cantobre (1648–1737).

### La Folle Querelle
Die erfolgreiche Erstaufführung von Jean Racines Theaterstück Andromaque am 17. November 1667 am Versailler Hof markierte den Aufgang eines neuen Sterns am Theaterhimmel und damit das Ende der seit 30 Jahren andauernden Ära Corneille. Das rief zahlreiche Corneille-Verehrer auf den Plan, die sich nicht scheuten, Racines Stück einer umfassenden Kritik zu unterziehen. Es kam zu einer intensiven Polemik. In dieser Situation schrieb Subligny (als Freund Molières) eine parodistische Komödie mit dem Titel La folle querelle (Der irre Zank) ou la Critique d’Andromaque, in der alle gegen Andromaque vorgebrachten Argumente verarbeitet waren, und die am 18. Mai 1668 von dem mit Racine im Streit liegenden Molière erstaufgeführt wurde (insgesamt 30 Aufführungen). Racine, der einige der Kritiken anerkannte, versöhnte sich später mit Subligny, als dieser sich aktiv gegen die Kritiker von Bérénice (Réplique à la critique de la Bérénice de Racine par l'abbé de Villars, 1671) und von Phèdre (Dissertation sur la tragédie de Phèdre, 1677) wandte.
Ein weiteres Stück mit dem Titel Le Désespoir extravagant, das von der Truppe Molières sechzehnmal aufgeführt wurde, ist verlorengegangen.

### La Fausse Clélie
1670 veröffentlichte Subligny den Roman La Fausse Clélie (Die falsche Clelia), der mehrere Auflagen erlebte und sogleich ins Deutsche übersetzt wurde. Er ist laut dem französischen Literarhistoriker Alain Niderst ein bedeutendes Werk (une oeuvre véritable) und dank seines Realismus ein Vorläufer des Romans L’Éducation sentimentale von Flaubert oder des Romans Nana von Zola.

### Verkannter Autor weiterer Werke?
Niderst hält es in einer datenreichen ausführlichen Beweisführung für möglich, wenn nicht gar wahrscheinlich, dass Subligny auch der Autor (oder Mitautor) folgender Werke ist:
- Marie-Catherine de Villedieu: Journal amoureux. Roman. 1669.
- dieselbe: Mémoires de la vie de Henriette-Sylvie de Molière. 1672–1674.
- Gabriel de Guilleragues: Les Lettres portugaises. Briefroman. 1669. (andere Möglichkeit: Guilleragues hat Subligny bei der Fausse Clélie geholfen)
- Robert Challe: Les Illustres Françaises. Roman. 1713. (Challe hätte ein altes Manuskript von Subligny mehr oder weniger überarbeitet)

## Werke (Auswahl)
- La fausse Clélie. Histoire françoise, galante et comique. Jacques Wagenaar, Amsterdam 1771.
  - (deutsch) Die falsche Clelia. Eine Art-Lustige Frantzösisch u. Comische Geschicht. Zubrodt, Frankfurt 1672.